# 鷹巣盆地

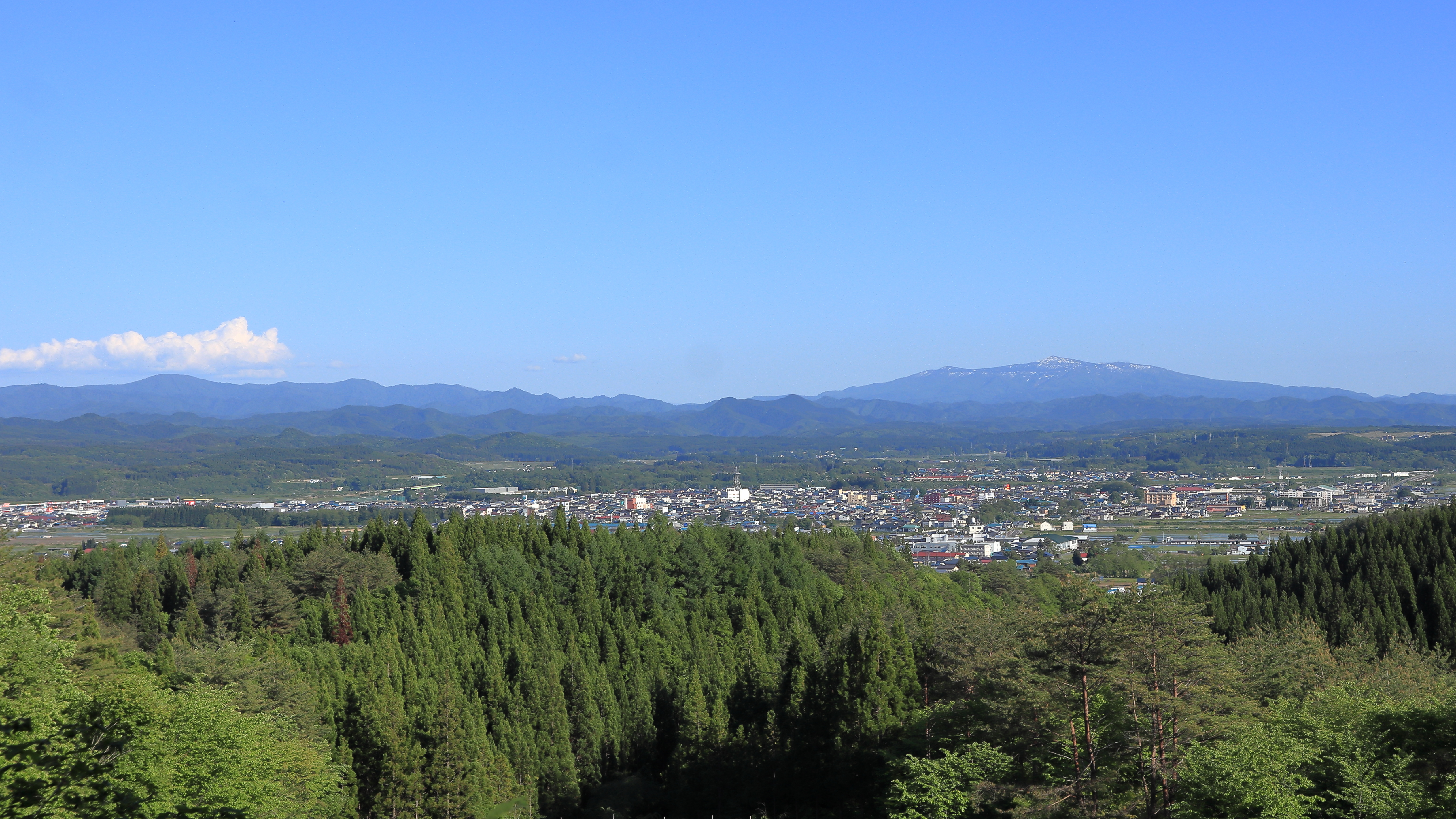
北端から望む鷹巣市街地

鷹巣盆地（たかのすぼんち）は、秋田県北部・米代川の中流部にある断層盆地。

## 概要
白神山地と太平山地の間にあり、標高は東部で約30メートル、西部では19メートル、面積は約230km2。盆地の東には大館盆地、西には能代平野がそれぞれ位置する。
北秋田市鷹巣周辺が中心集落で，国道7号・国道105号・国道285号・秋田自動車道が通り、JR奥羽本線 鷹ノ巣駅と隣接する秋田内陸線 鷹巣駅の南側に、商店街・金融機関・医療機関・市役所などの公共施設が集積し市街地を形成している。
大野台には、工業団地・北秋田市民病院・秋田県立北欧の杜公園や大館能代空港・世界文化遺産の伊勢堂岱遺跡がある。また、北西の能代市二ツ井町麻生下田平から南端の北秋田市桂瀬の阿仁川沿いに、市街地や集落が点在している。

## 地形
鷹巣盆地はかつて湖で、古鷹巣湖と呼ばれている。七座丘陵の隆起や陥没と狭窄部で大量の水を流せないほどの大洪水や土砂の沈降・堆積によって徐々に形成された。「胡桃館埋没建物遺跡」や「小勝田埋没家屋遺跡」などから、盆地内は洪水氾濫を繰り返していたことがわかる。
盆地の北部は米代川、南部は阿仁川による沖積平野。火山灰層による段丘地形や台地などが見られ、大野台という洪積台地（標高50メートルから95メートル）がある。

## 気候
海から離れた内陸性気候で、年間の気温はマイナス4℃からプラス28℃に変化。夏の最高気温記録は8月の38.9℃、冬の最低気温記録は2月のマイナス17.8℃、月最深積雪は2月の131cm、年間降水量は1,673mm。温暖気候での活動に適した時期は、6月中旬から9月中旬まで。

## 産業
農業は稲作が中心で、林業も盛んである。南部の大野台は畑作が主で酪農も行われている。珪藻土・パーライト・ヤマノイモ・シシトウガラシなどの特産品がある。

## 所在地
- 北秋田市[4]
- 能代市二ツ井町の一部[5]

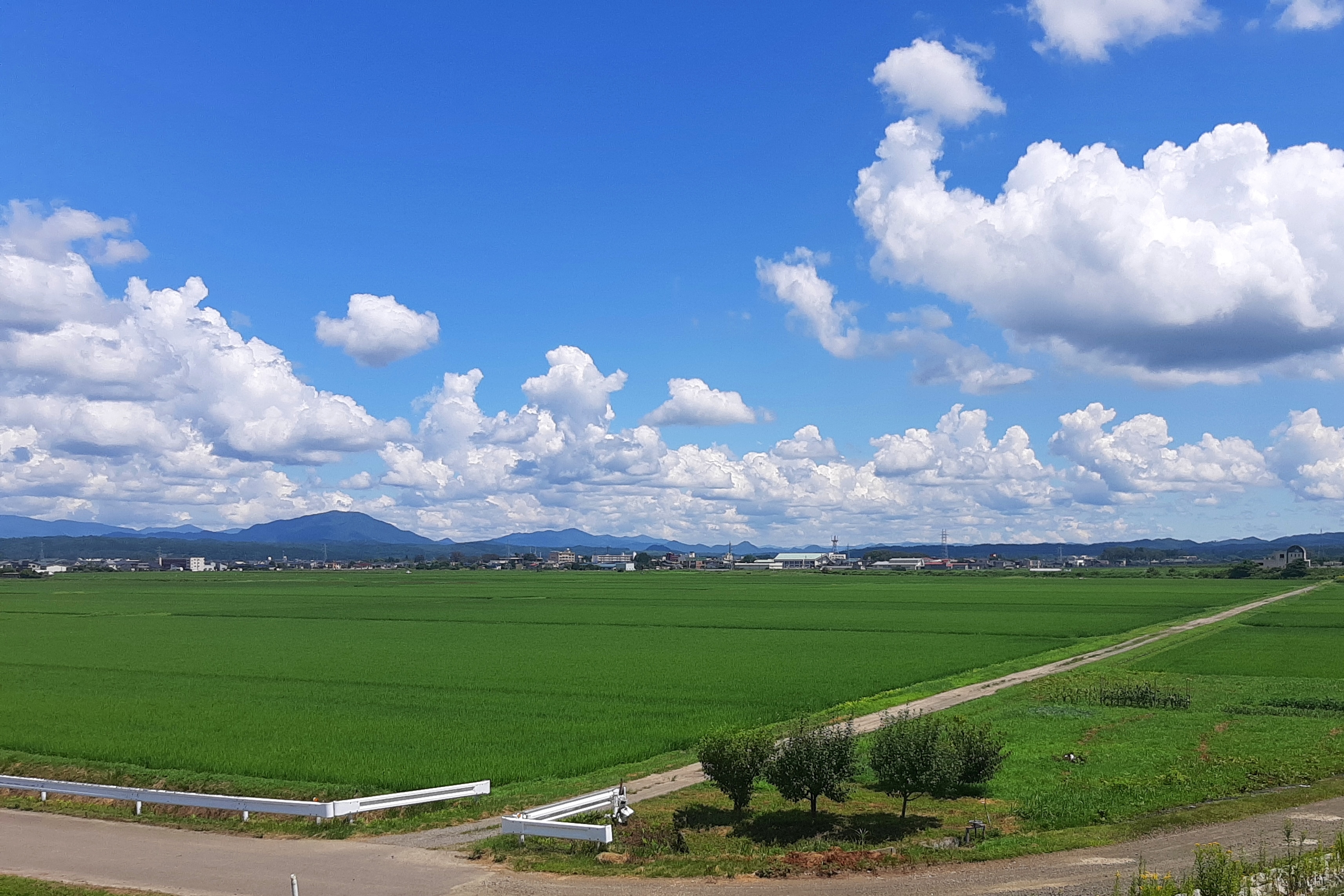
鷹巣市街地西側の田園風景
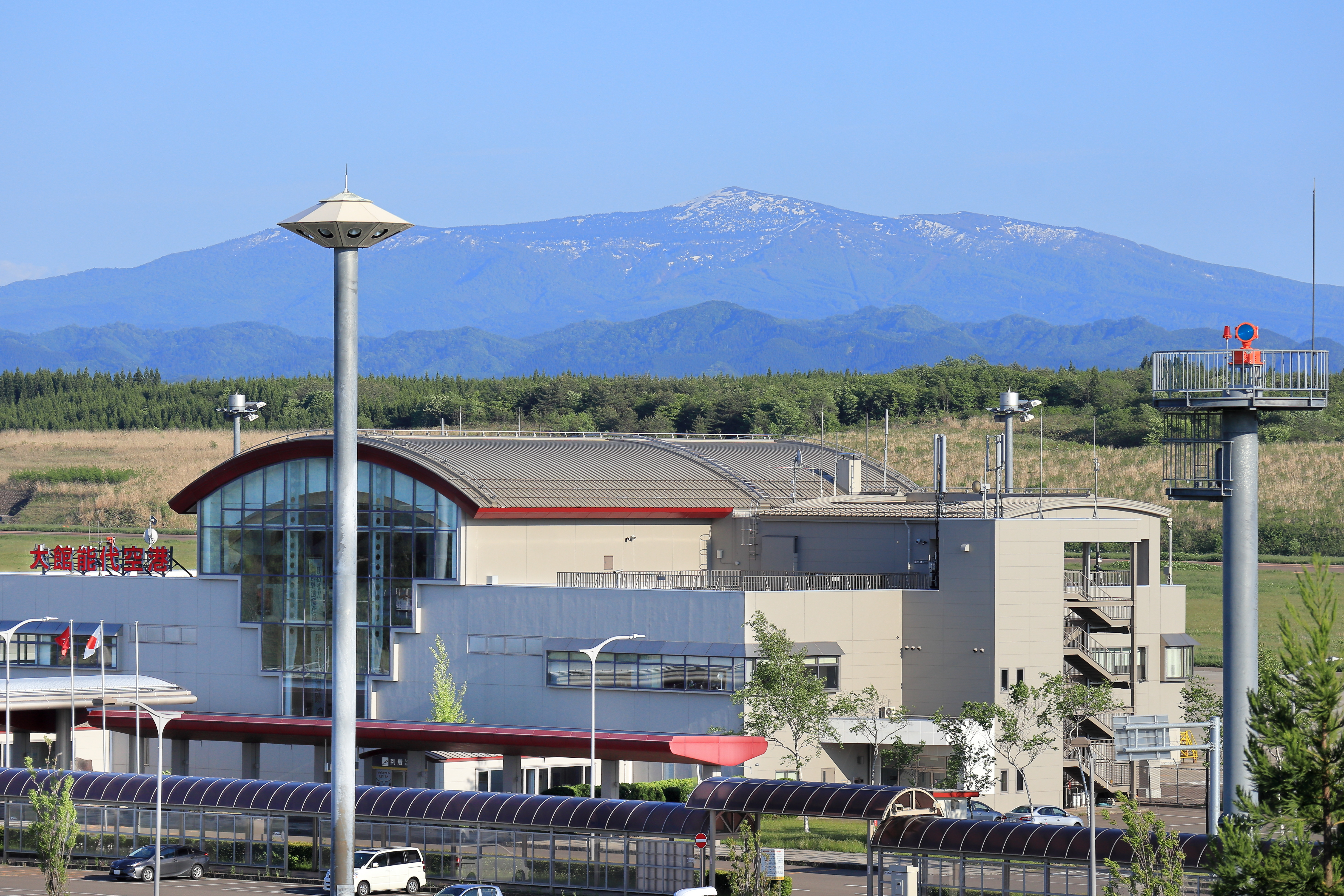
大野台北端にある大館能代空港
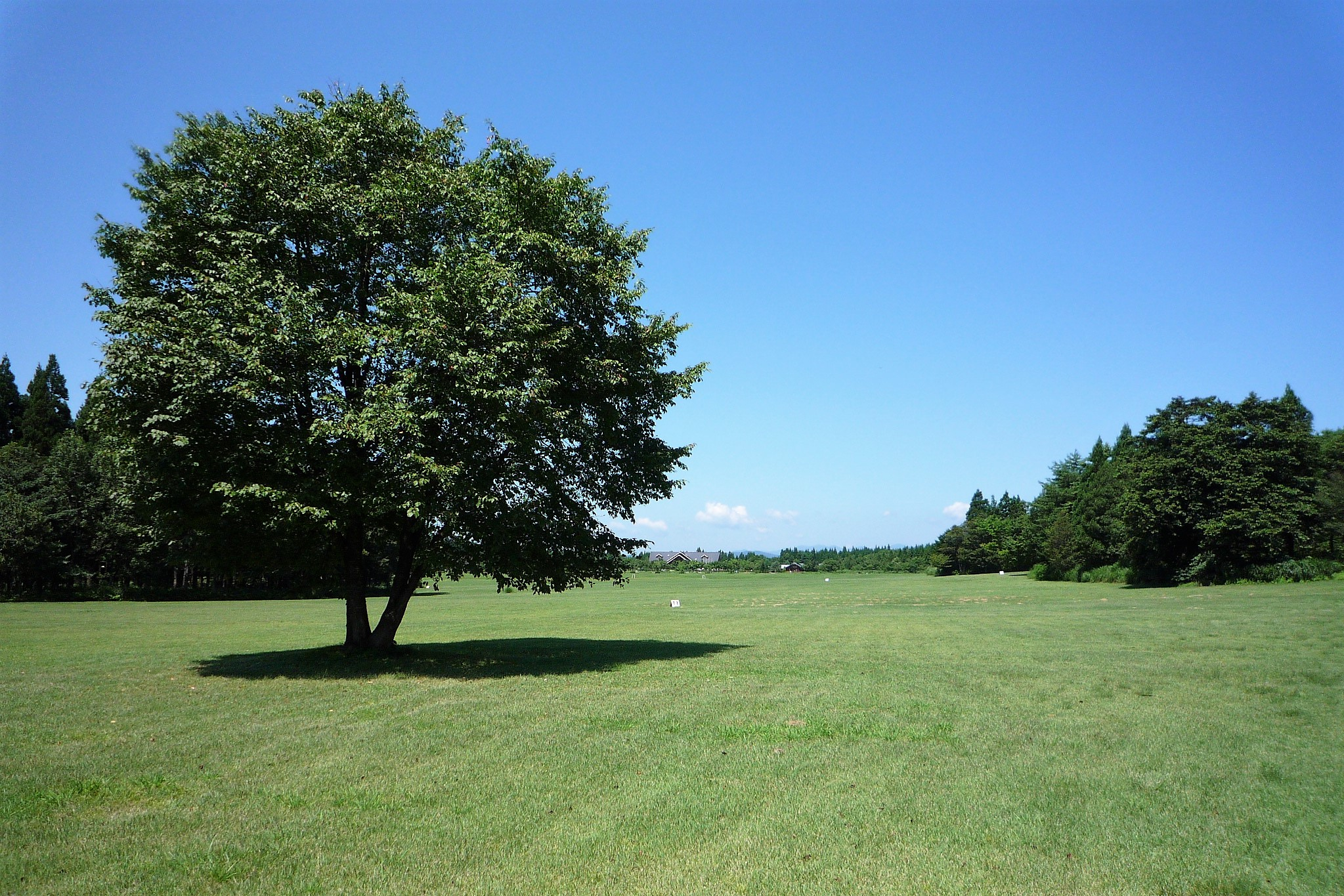
大野台中央にある北欧の杜公園
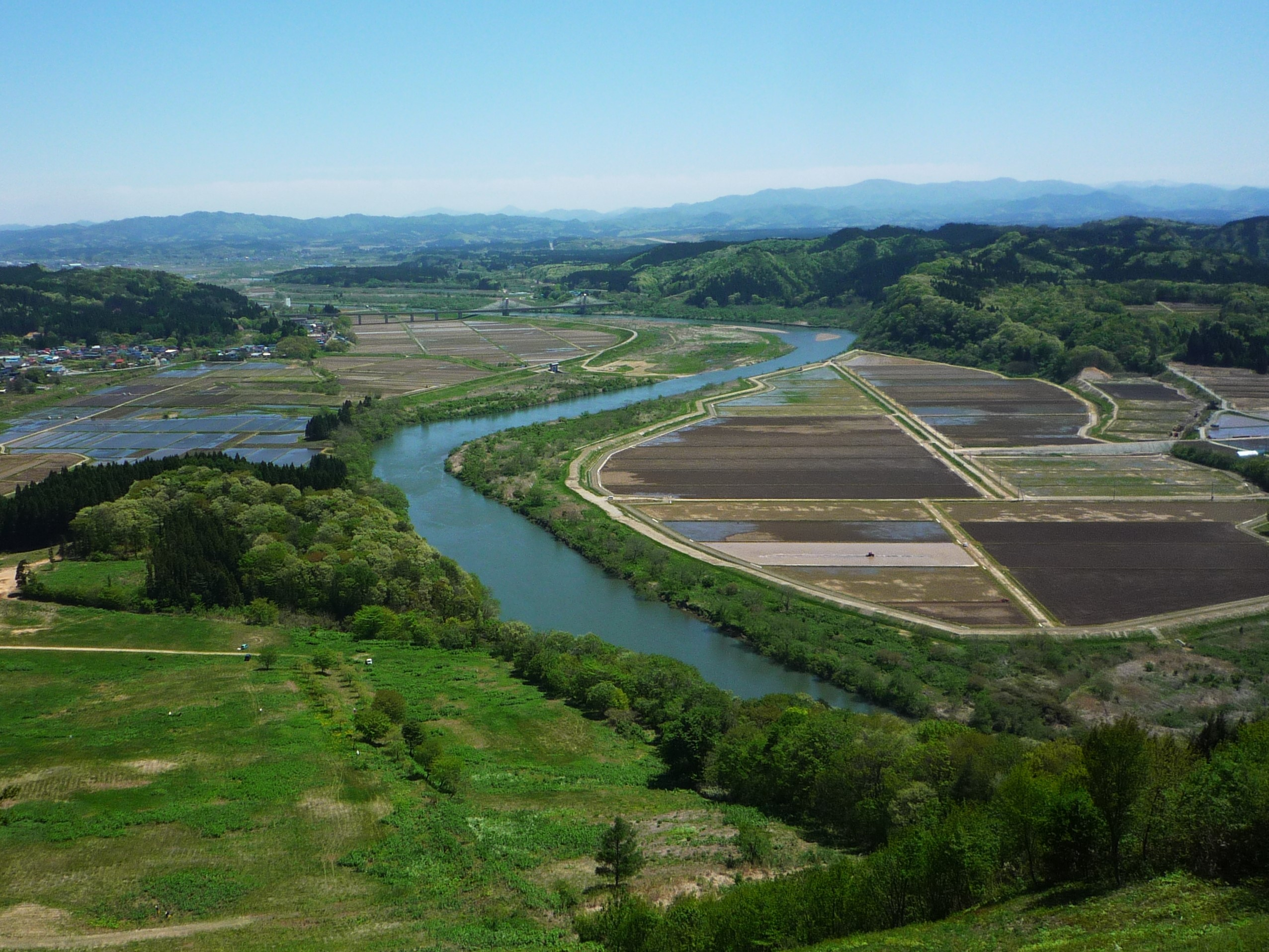
北秋田市今泉（左）・能代市下田平付近の蛇行する米代川